# 로쿠고역
로쿠고역(일본어: 六合駅 로쿠고우에키[*])은 일본 시즈오카현 시마다시에 있는 도카이 여객철도의 철도역이다.

## 역 구조
상대식 2면 2선 구조의 지상역이다. 역사는 선상 구조로 되어 있으며, 남북을 잇는다.
후지에다역이 관리하는 업무 위탁역으로, 영업은 도카이 교통 사업이 대신 하고 있다.

### 승강장
| 1 | ■ 도카이도 본선 | 시즈오카 · 누마즈 방면   |
| 2 | ■ 도카이도 본선 | 하마마쓰 · 도요하시 방면 |

## 역사
- 1986년 4월 26일 - 일본국유철도 도카이도 본선 후지에다 역 ~ 시마다 역 사이에 신설 개업.
- 1987년 4월 1일 - 민영화에 따라 도카이 여객철도의 소속이 되었다.
- 2008년 3월 1일 - TOICA의 사용이 개시되었다.

## 인접역
| 도카이 여객철도 도카이도 본선 | 도카이 여객철도 도카이도 본선 | 도카이 여객철도 도카이도 본선 |
| ----------------------------- | ----------------------------- | ----------------------------- |
| 후지에다 시즈오카·아타미 방면 | ■ 도카이도 본선               | 시마다 하마마쓰·도요하시 방면 |